# Борисово (Кропивинський округ)
Бори́сово (рос. Борисово) — село у складі Кропивинського округу Кемеровської області, Росія.

## Населення
Населення — 1405 осіб (2010; 1629 у 2002).
Національний склад (станом на 2002 рік):
- росіяни — 94 %